# Виходцев Григорій Олексійович
Вих́одцев Гриѓорій Олекс́ійович (нар. 1815, — пом. 1886) — український актор та
антрепренер російських та українських труп.

## Біографія
Григорій Олексійович, походить з сім'ї кріпаків. У першій половині XIX століття — директор театру в Полтаві. З різними
трупами виступав у Єлисаветграді, Бобринці, Одесі, Харкові (до складу однієї з труп, з якою він працював, у 1865 та 1877–1878 роках входив Кропивницький). Працював у театрі Маркових в Одесі, житомирській трупі Савіна, харківських трупах О. Дюкової та М. Сивельникова.